# 養液土耕
養液土耕（ようえきどこう）とは、灌水同時施肥栽培のことである。

## 概要
培地に土を用いるので、土の緩衝機能が活かされるのが特徴（培地に土を用いなければ、養液栽培になる）。もともと乾燥地であるイスラエルなどで使われていた技術が、近年は日本にも花や野菜栽培で導入、実用化されている。
水に肥料を溶かした液肥を用い、これを施用することで、灌水と施肥を同時に行う。塩類集積を抑制し、水と肥料を、効率よく利用することができる。
灌水方法は大きく分けて2通りある。地上部から液肥を点滴により滴下する方法と、地中にパイプを埋めてそこから液肥を与える方法である。
リアルタイムで栄養診断、土壌診断を行い、灌水で肥料、水を過不足無く与えるが、多くはマニュアル化されている。必要最小限の養水分を少量、複数回に分けて与えるから根域が一定範囲に限られ、生育、草勢の制御が容易で、収量、品質の向上のみならず、少ない施肥量が過剰施肥を防ぐ。
ただし土づくりは不要ではなく、有機物を入れないと気相率が下がるため、腐りにくく肥料分の少ないモミガラを施用するむきもある。
養液土耕栽培システムは潅水装置と点滴チュープ（または埋設パイプ）で構成され、土耕栽培からの移行は容易でコストも安価である。灌水装置には、簡易型からコンピュータ制御のハイエンドまで多くの選択肢がある。